# Nilson Matta

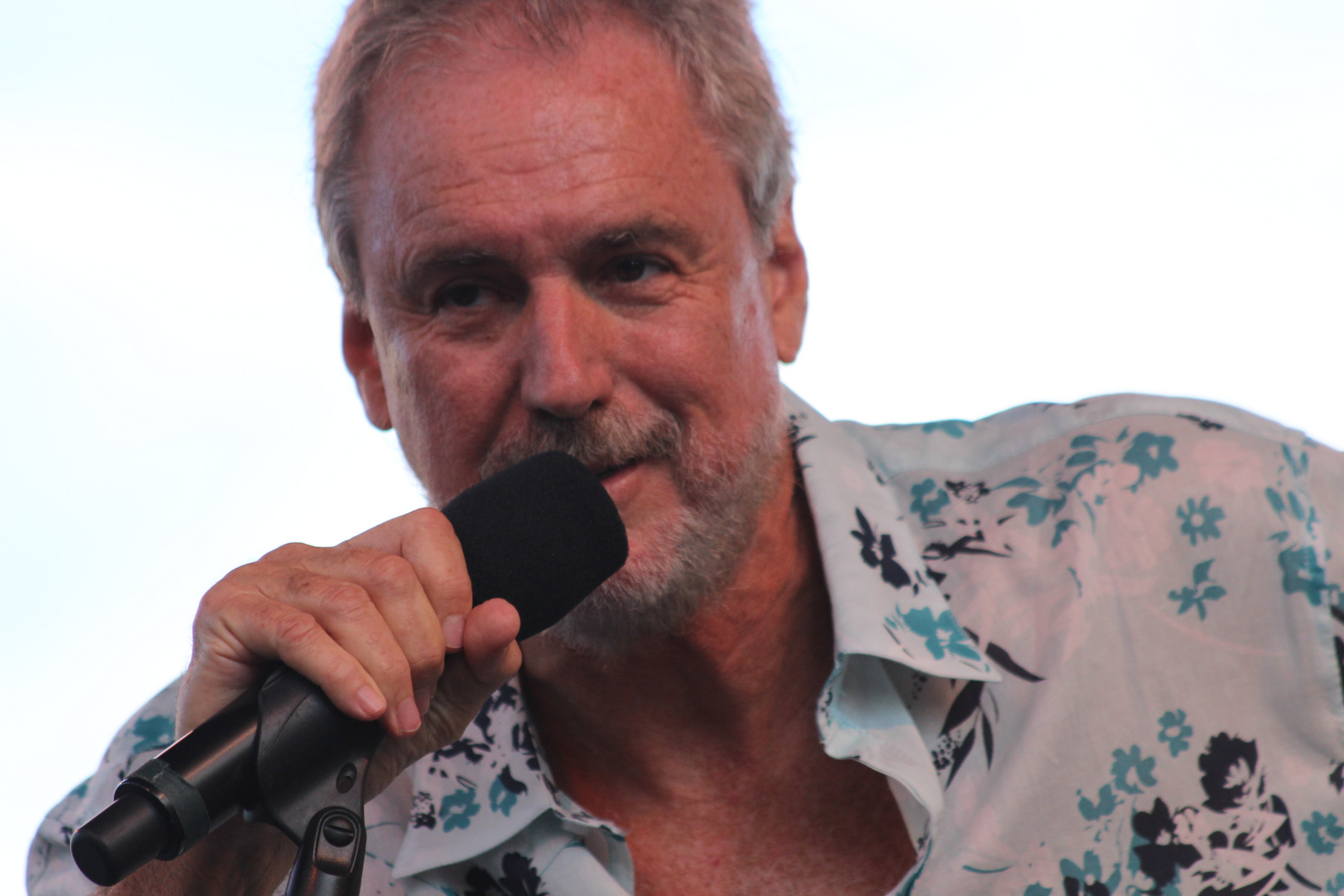
Nilson Matta

Nilson Matta (* 1. März 1949 in São Paulo) ist ein brasilianischer, in den Vereinigten Staaten lebender Jazz-Musiker (Kontrabass, E-Bass, Synthesizer) und Komponist.

## Leben und Wirken
Matta kam 1970 zum Bass-Studium nach Rio de Janeiro und arbeitete ab Anfang der 1980er Jahre mit Musikern wie João Bosco, Hermeto Pascoal, Chico Buarque oder Luis Bonfa. Nach seinem Wechsel nach New York 1985 spielte er u. a. mit Paquito D’Rivera, Don Pullens African-Brazilian Connection (Kele Mou Bana 1992), Paul Winter/Oscar Castro-Neves (Brazilian Days 1998), Kenny Barron, Cyro Baptista, Joe Henderson und Yo-Yo Ma. Mit Romero Lubambo und Duduka da Fonseca bildete er 1989 das Trio da Paz, das später auch Maucha Adnet begleitete. 2006 nahm er im Duo mit Hendrik Meurkens das Album Encontros (Meetings) auf, hinzu kamen Gastmusiker wie Dado Moroni. Im Bereich des Jazz wirkte Matta zwischen 1980 und 2017 bei 68 Aufnahmesessions mit; Mit Steve Wilson und der Sängerin Leny Andrade trat er 2013 mit dem Programm Black Orpheus auf, inspiriert durch Antônio Carlos Jobims Filmsoundtrack zu Orfeu Negro von 1959.
Matte, Hèlio Alves und Duduka Da Fonseca bilden zusammen das Brazilian Trio, das seit 2014 zusammen mit dem deutschen Vibraphonisten Wolfgang Lackerschmid auf der Bühne steht.

## Diskographische Hinweise
- Encontros (Meetings) (Malandro, 2006)
- Walking with My Bass (Blue Toucan, 2006)
- Copacabana (Zoho, 2010), mit Harry Allen, Anne Drummond, Klaus Müller, Maurico Zottarelli, Ze Mauricio
- Jazz Therapy, Vol. 3: Mojave (Motema 2011), mit Roni Ben-Hur, Victor Lewis, Café
- Black Orpheus (Motema, 2012)
- Samba Gostoso / Wolfgang Lackerschmid & The Brazilian Trio (2016)[4]